# Phacelia lenta
Phacelia lenta är en strävbladig växtart som beskrevs av Charles Vancouver Piper. Phacelia lenta ingår i Faceliasläktet som ingår i familjen strävbladiga växter. Inga underarter finns listade i Catalogue of Life.